# Depressão Sertaneja-São Francisco

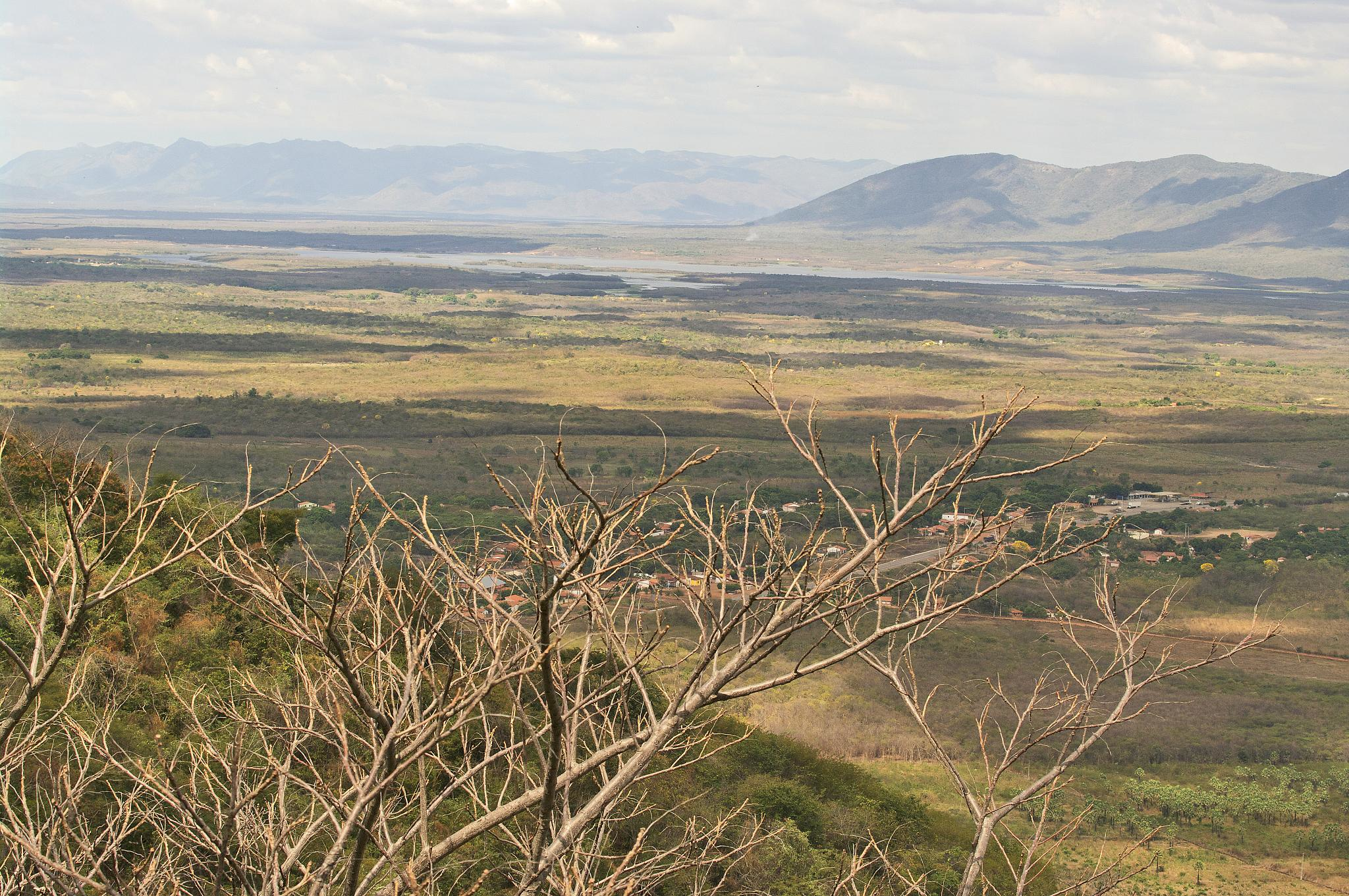
A Depressão Sertaneja Setentrional no estado do Ceará.

A Depressão Sertaneja-São Francisco é uma unidade geo-ambiental localizada no Nordeste brasileiro e centro-oeste de Minas Gerais. Ocorre em grande parte dos estados do Ceará e Rio Grande do Norte e numa proporção menor em Pernambuco, Paraíba, Alagoas, Sergipe, Bahia e centro-oeste de Minas Gerais. Na Bahia, ocupa toda a calha do rio São Francisco até a região de Pirapora.

## Características
A paisagem da Depressão Sertaneja é típica da região semiárida do Nordeste. Apresenta-se em pediplano com relevo monótono, suave-ondulado, com vales estreitos e vertentes dissecadas. As altitudes variam de 20 a 500 m. Possui ainda elevações residuais com altitudes de 500 a 800 m, que testemunham os ciclos de intensa erosão nesta região.
A Depressão Sertaneja é cortada por uma barreira de altitude apresentada pela Chapada do Araripe e pela Serra dos Cariris Velhos (ou Serra de Princesa), o que faz com que possa ser dividida entre Depressão Sertaneja Meridional e Depressão Sertaneja Setentrional.
O clima é semiárido quente. No sertão chove de outubro a abril e no agreste, de janeiro a junho, sendo comum a ocorrência de secas prolongadas. A precipitação média é cerca de 500 a 800 mm.  O Cariri Paraibano apresenta-se mais seco, com pluviosidade de 350 mm/ano, devido à barreira do Planalto da Borborema. A região apresenta quase a totalidade de seu território em processo de desertificação em nível baixo, médio ou grande.
A vegetação nativa é a caatinga arbustiva e arbórea.

### Depressão Sertaneja Meridional
Limita-se ao norte com a Chapada do Araripe e a Serra dos Cariris, a oeste com o Planalto Central, ao sul, com a região de cerrado de Minas Gerais e a Zona da Mata da Bahia, Sergipe e Alagoas. A Nordeste, ocorre outra barreira de altitude, representada pelo início do Planalto da Borborema. Dentro destes contornos ocorrem ainda outras unidades geoambientais: O Raso da Catarina, a Chapada Diamantina e as Dunas do São Francisco. São ao todo 373.900 km², inclusive o Raso da Catarina.  
A altitude varia de 100 a 500 m, com algumas áreas de 500 a 800 m contendo picos acima de 800 m com relevos acidentados. O clima é semiárido, com chuvas de verão no sertão e verão-outono no agreste.  precipitação média anual varia de 500 a 800 mm, que permitem a existência de rios permanentes, além de rios e lagoas temporários. Isto propicia fauna e flora diversificadas. A vegetação varia da caatinga árbórea na região de afloramentos de calcário bambui, mata de cipó no Planalto de Vitória da Conquista, área de campo rupestre meio seco no sudeste, onde também ocorre caatinga arbustiva.
No sertão central da Bahia, Alagoas e Sergipe, os solos rasos e pouco dissecados apresentam problemas de salinidade. Nestas regiões ocorrem a caatinga hipoxerófila e a floresta caducifólia.

#### A depressão do são Francisco
Na calha do São Francisco (depressão São-franciscana), ao sul da Lagoa de Sobradinho, no estado da Bahia, predominam solos arenosos, de baixa fertilidade. A vegetação nativa é a caatinga hipoxerófila, apresentando alguns trechos de floresta caducifólia em Santa Maria da Vitória e Bom Jesus da Lapa. Já no médio e baixo São Francisco, o relevo apresenta-se pouco dissecado e com baixas elevações residuais. Os solos são férteis, porém têm granulometria de cascalho e estão suscetíveis à erosão. Predomina a caatinga hiperxerófila.
Em Petrolina, os solos são mais profundos e de baixa fertilidade, onde predomina a caatinga hiperxerófila.

### Depressão Sertaneja Setentrional
Limita-se ao norte com a unidade dos Tabuleiros Costeiros, chegando ao litoral em trechos do Rio Grande do Norte e Piauí.  A leste, contorna o Planalto da Borborema e os Tabuleiros Costeiros. Ao sul, delimita-se com a Chapada do Araripe e a Serra dos Cariris Velhos e oeste, encontra o Complexo Ibiapaba - Araripe.  Ocupa uma área de 206.700 km², que inclui o sertão do Seridó, o Cariri Oriental e Cariri Ocidental paraibano e a Chapada do Apodi.
A altitude varia entre 20 e 500 metros na depressão e regiões de altitude entre 500 e 800 metros, onde ocorrem os brejos de altitude. 
Os solos, de origem cristalina, são rasos, pedregosos e férteis, porém muito suscetíveis à erosão. Os rios são intermitentes. Apresenta também lagoas temporárias.
Pode-se distinguir dois tipos de relevo. Ao norte da Chapada do Araripe e nas encostas da serra do Ibiapaba e no alto Jaguaribe, o relevo é muito movimentado. Os solos são profundos e de alta fertilidade, onde ocorre a caatinga hipoxerófila, sobretudo nas divisas dos estados do Rio Grande do Norte, Paraíba e Ceará.
Já em Quixadá, General Sampaio, sudeste de Crateús e Santa Quitéria (Ceará), o centro-norte do Rio Grande do Norte e o litoral norte do Ceará, o relevo apresenta-se pouco movimentado, com solos rasos e bastante erodidos, que possuem problema de salinização. A vegetação é a caatinga hiperxerófila e rala. Próximo ao litoral do Ceará observa-se os carnaubais.